# Estação Viveros-Derechos Humanos
A Estação Viveros-Derechos Humanos é uma das estações do Metrô da Cidade do México, situada na Cidade do México, entre a Estação Coyoacán e a Estação Miguel Ángel de Quevedo. Administrada pelo Sistema de Transporte Colectivo, faz parte da Linha 3.
Foi inaugurada em 30 de agosto de 1983. Localiza-se no cruzamento da Avenida Cuauhtémoc com a Rua Hortensia. Atende o bairro Florida, situado na demarcação territorial de Álvaro Obregón, e o bairro Santa Catarina, situado na demarcação territorial de Coyoacán. A estação registrou um movimento de 8.495.111 passageiros em 2016.